# Università statale della Jugra
L'Università statale della Jugra (JuGU, in russo Югорский государственный университет?, Jugorskij gosudarstvennyj universitet) è un ente di istruzione accademica russo situato nel Chanty-Mansi-Jugra.

## Struttura
- Istituto umanistico
- Istituto di economia statistica
- Istituto giuridico
- Istituto di petrolio e gas
- Istituto di istruzione supplementare
- Centro dei popoli del nord